# Суваннарат
Принц Суваннарат (лаос. ເຈົ້າສຸວັນນະລາດ; 8 липня 1893 — 23 червня 1960) — лаоський державний діяч, член королівської родини, двоюрідний брат принца Петсарата, третій прем'єр-міністр Лаосу. 
Суваннарат очолив перший королівський уряд. Його кабінет існував рівно рік, після чого прем'єр-міністром став Бун Ум.